# Via Casilina

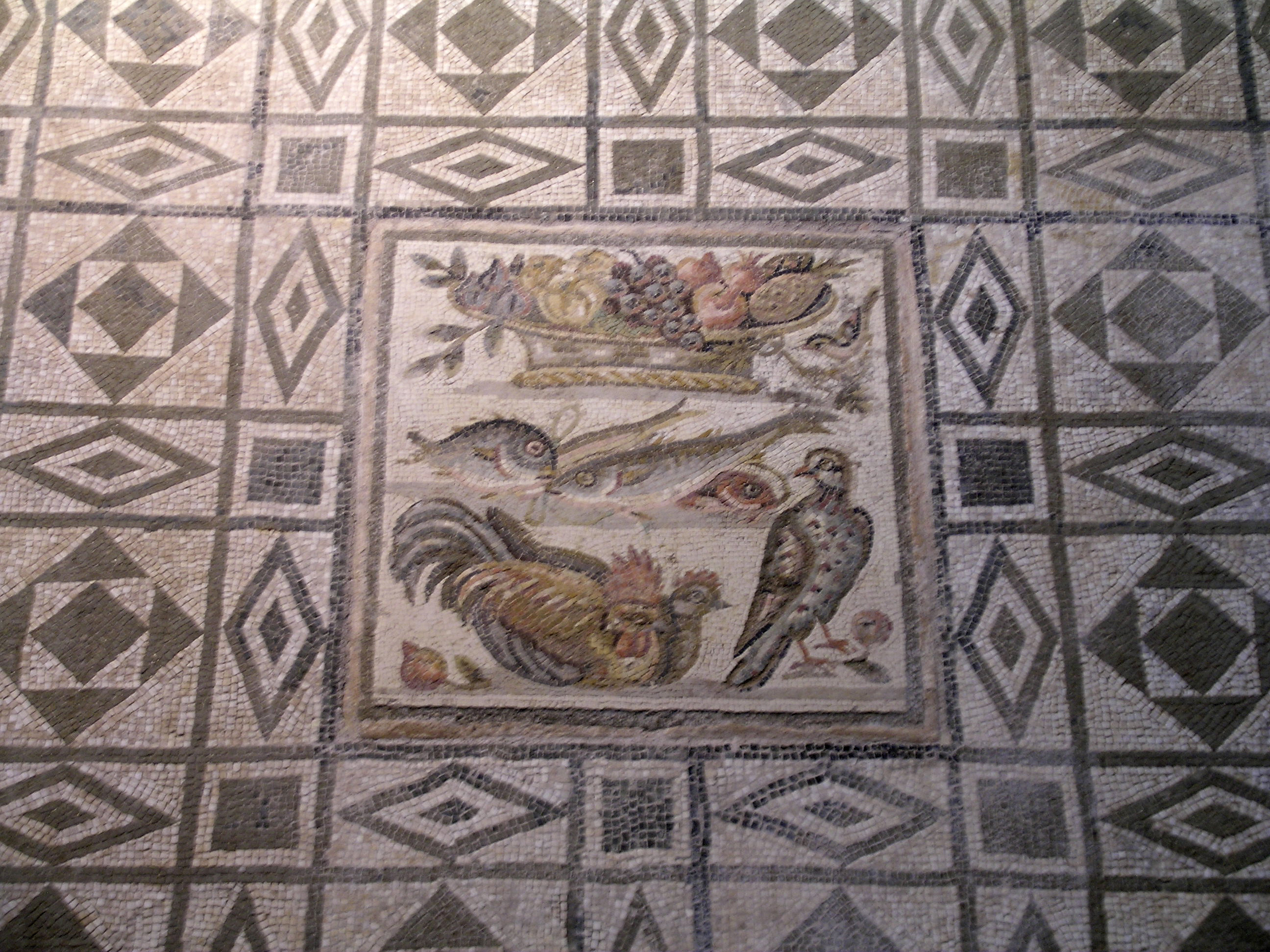
Mosaic pavimental en Grotta (Grotte) Celoni a Via Casilina.

Via Casilina és una antiga calçada romana en el Laci que unia Roma amb Casilínum, l'actual Càpua.
Començava a Porta Maggiore, a Roma, la porta més monumental de les muralles aurelianes i inicialment acabava en Labicum, l'actual Montecompatri, de manera que prenia el nom de Via Labicana. Allà confluïa amb la Via Latina fins a arribar a Casilínum. Passa, entre altres localitats, per Anagni i Frosinone. El seu nom actual data de l'època medieval i deriva de la ciutat de destinació.

## Itinerari actual
El traçat actual de la Strada Statale 6 Via Casilina, surt de la Porta Maggiore a Roma, s'endinsa en la campanya romana, recorre la vall del Sacco, travessant Frosinone i Cassino, entra a la Campània, Alt Casertano i conflueix amb la Via Apia a Pastorano, a la província de Caserta. La longitud de la ruta és d'aproximadament 200 km.